# Amazonia (stripreeks)
Amazonia is een sf-/avonturenstripreeks bedacht door de van oorsprong Braziliaanse striptekenaar en scenarioschrijver Léo en scenarioschrijver Rodolphe en getekend door Bertrand Marchal. Van de serie verschenen in de periode 2016-2020 vijf delen in het Nederlands bij uitgeverij Dargaud.

## Verhaal
Amazonia is het derde verhaal over Kathy Austin, een agente van de Britse veiligheidsdienst MI5. Zij is specialiste in vreemde gebeurtenissen, een baan die haar soms maandenlang naar de meest afgelegen en gevaarlijke plaatsen op de wereld brengt. Ook in deze cyclus verhalen is dat weer het geval. Een priester van een dorp met een hospitaal diep in het oerwoud langs de Amazone, komt in het bezit van een bizarre foto van een Duitse fotograaf. Via het consulaat wordt de Britse veiligheidsdienst op de hoogte gebracht, waarna Kathy wordt afgevaardigd om het mysterie te gaan onderzoeken. Hiervoor moet ze het terrein van gevaarlijke indianen betreden en ook in Brazilië zijn er geïnteresseerde Duitsers.

## Albums
| Nummer | Titel  | Verschenen | Uitgeverij |
| ------ | ------ | ---------- | ---------- |
| 1      | Deel 1 | 2016       | Dargaud    |
| 2      | Deel 2 | 2017       | Dargaud    |
| 3      | Deel 2 | 2018       | Dargaud    |
| 4      | Deel 4 | 2019       | Dargaud    |
| 5      | Deel 5 | 2020       | Dargaud    |